# Consejo Legislativo de Rodesia del Sur
El Consejo Legislativo de Rodesia del Sur fue el órgano de Gobierno inaugural, con atribuciones legislativas, para el territorio bajo control de la Compañía Británica de Sudáfrica (BSAC), en Rodesia del Sur (Hoy Zimbabue). 
Siguió vigente hasta 1923, cuando fue reemplazado por la Asamblea Legislativa de Rodesia del Sur, cuando el país logró un gobierno responsable y se convirtió en propiedad en una colonia autónoma del Imperio Británico. 

## Historia
El consejo se estableció el 20 de octubre de 1898, y su primera elección se celebró el 17 de abril de 1899. El consejo se reunió por primera vez en mayo de 1899. Inicialmente, el Consejo estaba formado por 4 miembros electos y 5 miembros designados por la Compañía Británica de Sudáfrica, siendo el organismo presidido por el Administrador de la BSAC (el cual también tenía derecho de veto sobre cualquier legislación). Además, un comisionado británico obtuvo un escaño en el consejo, siendo un miembro pero sin derecho a voto.

El comisionado fue quién estableció los requisitos para los miembros y la franquicia, determinando que los votantes debían ser súbditos varones, de 21 años o más, capaces de escribir su dirección y ocupación y, finalmente, cumplir con cualquiera de los siguientes requisitos financieros:
- (a) Propiedad de un reclamo minero registrado en Rhodesia del Sur.
(b) Seis meses de residencia continua en Rhodesia del Sur, y la ocupación allí de bienes inmuebles por valor de al menos £ 75  (alrededor de (£7148en dinero de hoy [4])
(c) Seis meses de residencia continua en Rhodesia del Sur, y la recepción allí de sueldos o sueldos por valor de al menos £50 por año (£4766 por año hoy [4]).

Todos los votantes de la lista se inscribieron en una lista común.
Debido a la continua presión de los colonos blancos por un papel más importante en la administración de la colonia, el número de representantes electos por voto popular al consejo aumentó gradualmente, de manera que en 1920 ya eran 20 los miembros electos.
El tema principal debatido en el Consejo Legislativo fue el futuro de la colonia, tras el fin ya programado del Gobierno de la Compañía.
Cuando se otorgó el gobierno responsable a Rodesia del Sur en 1923, el Consejo Legislativo fue reemplazado por la Asamblea Legislativa. Según la Constitución de 1924, se preveía el establecimiento de una Cámara Alta que se llamaría Consejo Legislativo, sin embargo, nunca se estableció formalmente.